# Martín de Garay
Martín de Garay y Perales Martínez de Villela y Franco (1771-1822), infanzón, caballero gran cruz de la Orden de Carlos III, destacado economista, secretario de la Junta Suprema (1808), ministro de Hacienda (1816-1818) y consejero de Estado.

## Biografía
Nació en El Puerto de Santa María en 1771, era hijo del capitán Martín de Garay y Martínez de Villela de Acha y Hernando de Avendaño, y de Sebastiana Perales y Franco Mercado y Fernández de Moros, hija del barón de la Torre. 
Fue intendente de Murcia y Extremadura y secretario general y de Estado interino en la Junta Central donde destacó su labor en las relaciones internacionales, especialmente con Inglaterra y en la comisión de Cortes que permitió su convocatoria en 1810.De hecho redactó su Instrucción, lo cual ha sido considerado el primer procedimiento electoral de la Historia de España.
Desde 1810 hasta 1813 permaneció en Cádiz donde se integró en el Consejo de Estado. Emitió en él informes sobre el tratado de mediación de  Gran Bretaña en la insurrección americana, el desestanco del tabaco etc. Tras el regreso de Fernando VII fue protector del Canal Imperial de Aragón al cual dio un gran impulso después de años de abandono. Hacendista, liberal y amigo de Jovellanos, sus ideas no fueron obstáculo para que Fernando VII le nombrase ministro de Hacienda (23 de diciembre de 1816) para evitar la bancarrota de la monarquía. 
Redactó dos memorias: una sobre la solución de los problemas de la Hacienda y otra sobre el sistema de crédito público. Estableció el primer presupuesto del Estado español. Pretendió la reducción del gasto público y el incremento de los ingresos mediante un impuesto directo que gravaría a la nobleza y a los altos funcionarios.
Los privilegiados impidieron que la reforma de Garay prosperase y el rey le exoneró en 1818 (14 de septiembre), tras lo cual marchó a La Almunia y después a Zaragoza donde continuó al frente de los canales de Aragón. En 1820, con el pronunciamiento de Riego, fue uno de los primeros que se posicionó a favor del golpe en Zaragoza, y volvió a Madrid al seno del Consejo de Estado, pero regresó al pueblo de sus antepasados, La Almunia de Doña Godina, a causa del agravamiento de su enfermedad de tuberculosis y allí murió en 1822. Está enterrado en la iglesia de la villa.

## Reforma de Hacienda de Martin de Garay
Su propuesta era implantar una contribución general que viniera a sustituir la enorme variedad de impuestos existentes en la España de principios del XIX. Se trataba de un sistema mixto que combinaba la única contribución que dependía de la riqueza de cada cual, con los derechos de puertas de las ciudades más destacadas. Los privilegiados se plantearon desde el principio boicotear este sistema que ponía fin a su exención fiscal secular y se negaron a colaborar en los cuadernos de evaluación de la riqueza que servirían como base para establecer la tributación. Se trataba de una reforma muy difícil de realizar sin modificar las estructuras sociales  del Antiguo Régimen. La reforma de Garay fue tomada como base del moderno sistema tributario llevado a efecto dentro ya del estado liberal a mediados del siglo XIX.